# 캡틴스파클즈

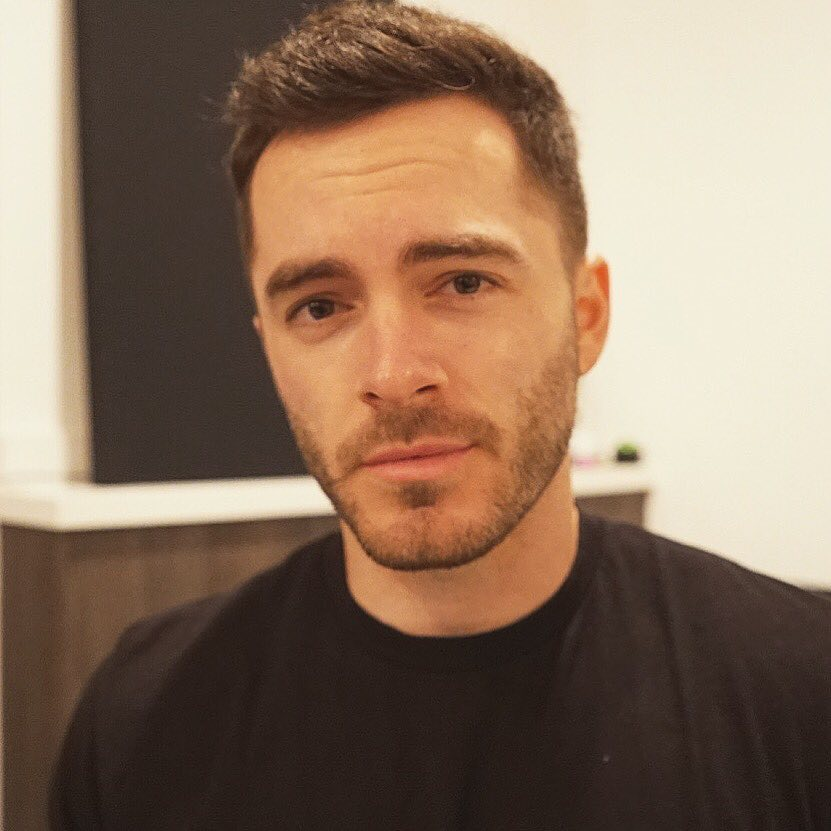
2018년 모습

캡틴스파클즈(CaptainSparklez)로 알려진 조던 마론(Jordan Maron, 1992년 2월 10일 ~ )은 주로 마인크래프트 비디오로 유명한 미국 유튜버이자 트위치 스트리머이다. 2024년 1월 기준 그의 기본 유튜브 채널 구독자 수는 1,140만 명이 넘는다.
2010년 18세의 마론은 콜 오브 듀티 게임 플레이 동영상을 업로드하기 위해 첫 번째 유튜브 채널을 만들었다. 그해 말, 캡틴스파클즈(CaptainSparklez)라는 새 채널로 이전하고 곧 마인크래프트 비디오를 게시하기 시작했다. 마론은 2011년 Justin.tv에 합류하여 다양한 게임을 라이브 스트리밍했다. 그는 두 플랫폼이 합병된 후에도 트위치에서 계속 스트리밍했다. 유튜브에서 그는 마인크래프트 테마의 뮤직 비디오와 당시의 일상적인 게임 플레이를 통해 팬층을 구축하기 시작했다. 그는 또한 트위치에서 덜 인기가 있었다. 2011년 말, 마론은 전업 유튜버가 될 만큼 성공했다. 캡틴스파클즈는 2012년 초에 가입자 100만 명을 달성했다. 마론은 모바일 게임 회사, 애슬레저 라인 등 다른 프로젝트에도 참여했다. 13년 후, 마론은 2023년 12월에 자신의 기본 채널에 마인크래프트 게임플레이 콘텐츠 업로드를 중단하기로 결정했다.
마론은 보컬리스트 트라이하드닌자(TryHardNinja)와 협력하여 만든 마인크래프트 테마 노래와 노래 패러디로 가장 잘 알려져 있다. 이들의 애니메이션 뮤직 비디오는 그의 채널에서 가장 많이 조회되었으며 2010년대 초반에는 유튜브에서 가장 많이 조회된 마인크래프트 비디오였다. "DJ Got Us Fallin' in Love"를 패러디한 "Revenge"는 기네스 3개 부문을 수상했다. 가장 많이 본 마인크래프트 유튜브 동영상을 포함한 세계 기록이다.